# Экер, Эми
Эми Луиз Экер (англ. Amy Louise Acker; род. 5 декабря 1976, Даллас, Техас, США) — американская актриса. Наиболее известна своими ролями в телесериалах «Ангел», «Шпионка», «Кукольный дом», «В поле зрения» и «Одарённые».

## Ранние годы
Родилась и выросла в Далласе, штат Техас, где окончила среднюю школу Лэйк Хайлэндс. Впоследствии она получила степень бакалавра театра в Южном методистском университете.

## Карьера
На третьем курсе колледжа она недолго работала моделью для каталога одежды J.Crew. В 1999 году она была номинирована на премию Леон Рабин за роль в постановке «Тереза Ракен». В этом же году она получила степень бакалавра изящных искусств.
Главным телевизионным дебютом Экер стала роль Уинифред Бёркл с третьего по пятый сезон сериала «Ангел» и роль Иллирии в пятом сезоне этого сериала. В 2003 году она получила премию «Сатурн» лучшей телеактрисе второго плана за роль в «Ангеле».
В 2005 году Экер присоединилась к актёрскому составу сериала «Шпионка», где сыграла отрицательного персонажа Келли Пэйтон. Начиная как приглашённая звезда, Экер полностью зачисляется в актёрский состав сериала и участвует в финальных сериях в апреле и мае 2006 года.
Также в 2005 году Экер озвучила роль Охотницы в мультсериале «Лига справедливости». Также актриса снялась в качестве приглашенной звезды в сериалах «Как я встретил вашу маму» и «Кукольный дом», где сыграла в десяти из тринадцати серий первого сезона.
В 2010 году Экер получила одну из главный ролей в сериале ABC «Счастливый город». Также она получила роль в выходящем в 2011 году фильме «Хижина в лесу», это станет первой работой Экер в 3D формате.

## Личная жизнь

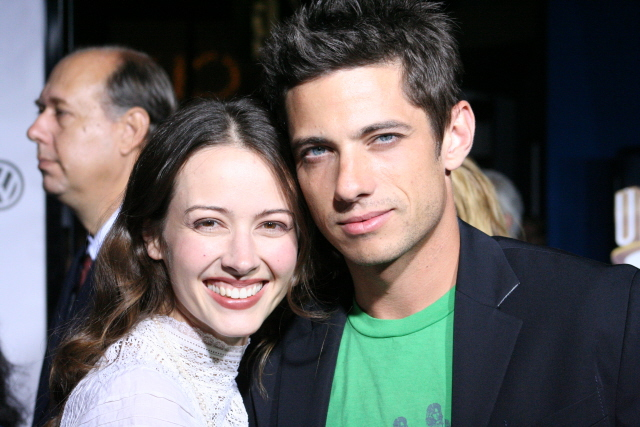
Экер со своим мужем Джеймсом Карпинелло в 2005 году.

С 2003 года Экер замужем за актёром Джеймсом Карпинелло. У них есть двое детей — сын Джексон (род. 2005) и дочь Ава (род. 2006).

## Фильмография
| Фильмы      | Фильмы                                | Фильмы                                                    | Фильмы                             | Фильмы                                                                  |
| Год         | На русском языке                      | На языке оригинала                                        | Роль                               | Примечания                                                              |
| ----------- | ------------------------------------- | --------------------------------------------------------- | ---------------------------------- | ----------------------------------------------------------------------- |
| 2001        | —                                     | The Accident                                              | Нина                               | короткометражный                                                        |
| 2002        | —                                     | Groom Lake                                                | Кейт                               |                                                                         |
| 2002        | Поймай меня, если сможешь             | Catch Me If You Can                                       | Miggy                              |                                                                         |
| 2003        | И снова Бэтмен!                       | Return to the Batcave: The Misadventures of Adam and Burt | Bonnie Lindsey                     | телевизионный фильм                                                     |
| 2005        | —                                     | Mr. Dramatic                                              | Джоди                              | короткометражный                                                        |
| 2006        | —                                     | The Novice                                                | Джилл                              |                                                                         |
| 2008        | —                                     | A Near Death Experience                                   | Элли Дэли                          |                                                                         |
| 2008        | Огонь и Лёд: Хроники Драконов         | Fire and Ice: The Dragon Chronicles                       | Принцесса Луиза                    | телевизионный фильм                                                     |
| 2008        | —                                     | 21 and a Wake-Up                                          | Кейтлин Мёрфи                      |                                                                         |
| 2011        | Хижина в лесу                         | The Cabin in the Woods                                    | Венди Лин                          |                                                                         |
| 2011        | Сирония                               | Sironia                                                   | Молли                              |                                                                         |
|             | Дорогой Санта                         | Dear Santa                                                | Кристал                            | телевизионный фильм                                                     |
| 2012        | Много шума из ничего                  | Much Ado About Nothing                                    | Беатрис                            |                                                                         |
| 2014        | Убьём жену Уорда                      | Let’s Kill Ward’s Wife                                    | Джина                              |                                                                         |
| 2015        | Мой лучший роман                      | A Novel Romance                                           | Софи                               | телевизионный фильм                                                     |
| 2016        | —                                     | A Nutcracker Christmas                                    | Лили                               | телевизионный фильм                                                     |
| Телевидение |                                       |                                                           |                                    |                                                                         |
| Год         | На русском языке                      | На языке оригинала                                        | Роль                               | Примечания                                                              |
| 1997— 1998  | Вишбон — собака-фантазер              | Wishbone                                                  | Кэтрин Морланд, Присцилла / Венера | Эпизоды «Pup Fiction», «A Bone of Contention», «A Roamin' Nose»         |
| 1999        | Служить и защищать                    | To Serve and Protect                                      | Мелисса Джоргенсен                 |                                                                         |
| 2001        | Охотники за нечистью                  | Special Unit 2                                            | Нэнси                              | Эпизод «The Invisible »                                                 |
| 2001—2004   | Ангел (телесериал)                    | Angel                                                     | Уинфред Бёркли/ Иллирия            | Периодическая роль — 2 сезон; основной состав — 3-5 сезоны; 70 эпизодов |
| 2004        | Джонни Браво                          | Johnny Bravo                                              | Джеки / кассир                     | озвучка, эпизод «Gray Matters/Double Vision»                            |
| 2005        | Сверхъестественное                    | Supernatural                                              | Андреа Барр                        | Эпизод «Dead in the Water»                                              |
| 2005—2006   | Лига справедливости                   | Justice League                                            | Охотница                           | озвучка, 4 эпизода                                                      |
| 2005—2006   | Шпионка                               | Alias                                                     | Келли Пейтон                       | Основной состав — 5 сезон; 13 эпизодов                                  |
| 2006        | Как я встретил вашу маму              | How I Met Your Mother                                     | Пенелопа                           | Эпизод «Come On»                                                        |
| 2007        | Гонка                                 | Drive                                                     | Кэтрин Талли                       | 3 эпизода                                                               |
| 2007        | Закон и порядок: Преступное намерение | Law & Order: Criminal Intent                              | Лесли ЛеЗард                       | Эпизод «Smile»                                                          |
| 2007        | Говорящая с призраками                | Ghost Whisperer                                           | Тесса                              | Эпизод «Weight of What Was»                                             |
| 2008        | Дорога в осень                        | October Road                                              | Дженни / девушка в синей униформе  | Эпизоды «Dancing Days Are Here Again», «Hat? No Hat?»                   |
| 2008        | Частная практика                      | Private Practice                                          | Молли Мэдисон                      | Эпизод «A Family Thing»                                                 |
| 2009—2010   | Кукольный дом                         | Dollhouse                                                 | Доктор Клэр Сандерс                | Периодическая роль; 14 эпизодов                                         |
| 2010        | Счастливый город                      | Happy Town                                                | Рэйчел Конрой                      | Главная роль; 8 эпизодов                                                |
| 2010        | Живая мишень                          | Human Target                                              | Кэтрин Уолтерс                     | Эпизод «Christopher Chance»                                             |
| 2010        | Необыкновенная семейка                | No Ordinary Family                                        | Аманда                             | Эпизоды «No Ordinary Mobster», «No Ordinary Accident »                  |
| 2010        | Хорошая жена                          | The Good Wife                                             | Trish Arkin                        | Эпизод «Running»                                                        |
| 2011        | C.S.I.: Место преступления            | CSI: Crime Scene Investigation                            | Сэнди Колфакс                      | Эпизоды «Man Up», «Backfire»                                            |
| 2011—2016   | В поле зрения                         | Person of Interest                                        | Саманта «Рут» Гроувз               | 65 эпизодов                                                             |
| 2012        | Гримм                                 | Grimm                                                     | Лена                               | Эпизод «Tarantella»                                                     |
| 2012        | Однажды в сказке                      | Once Upon a Time                                          | Астрид/Нова                        | Эпизод «Dreamy»                                                         |
| 2012        | Хранилище 13                          | Warehouse 13                                              | Трейси                             | Эпизод «The Ones You Love»                                              |
| 2013        | Скуби-Ду! Мистическая корпорация      | Scooby-Doo! Mystery Incorporated                          | Нова                               | озвучка, 4 эпизода                                                      |
| 2014        | Агенты «Щ.И.Т.»                       | Agents of S.H.I.E.L.D.                                    | Одри                               | Эпизод «The Only Light in the Darkness»                                 |
| 2015        | Форс-мажоры                           | Suits                                                     | Эстер Эдельштейн                   | Эпизоды «No Puedo Hacerlo», «Hitting Home»                              |
| 2015—2017   | Конмэн                                | Con Man                                                   | Дон                                | 6 эпизодов                                                              |
| 2016        | Новый агент Макгайвер                 | MacGyver                                                  | Сара Адлер                         | Эпизоды «Metal Saw», «Screwdriver»                                      |
| 2017—2019   | Одарённые                             | The Gifted                                                | Кейтлин Стракер                    | Главная роль                                                            |
| 2023        | Всевидящее око                        | The Watchful Eye                                          | Тори                               | Главная роль                                                            |